# De Sims 3: Showtime
De Sims 3: Showtime (Engels: The Sims 3: Showtime) is het zesde uitbreidingspakket van De Sims 3. In België en Nederland kwam dit spel uit op 8 maart 2012.

## Gameplay
In het uitbreidingspakket draait alles om het geven van optredens en shows. Deze nieuwe Artiestencarrières zijn een bron van inkomsten voor de Sims. Sims kunnen deelnemen aan de talentenjacht "SimFest" om op deze manier bekend te raken. Ze beginnen met kleine optredens in het park en kunnen uiteindelijk uitgroeien tot een bekende ster met grote shows op gigantische podia. Dit uitbreidingspakket bevat onderdelen van de andere uitbreidingen: The Sims: Superstar, The Sims: Abracadabra, The Sims: Party en De Sims 2: Nachtleven.

### Geest uit de fles
Tijdens het verkennen van het mausoleum op het kerkhof, kan de Sim een oude, stoffige lamp vinden. In deze lamp bevindt zich een geest uit de fles, het "monster" in dit pakket. De geest uit de fles vervult verschillende wensen van de Sim. Wanneer de Sim voldoende bevriend is met de geest uit de fles, kan deze de geest bevrijden. De geest uit de fles is dan een speelbaar personage.
Met het uitbreidingspakket Bovennatuurlijk is het mogelijk om geesten uit de fles te maken in "Sim creëren".

### Artiestencarrières
De nieuwe Artiestencarrières zijn:
- Zanger/zangeres
- Goochelaar
- Acrobaat/acrobate

### Optreedlocaties
De soorten locaties waar Sims kunnen optreden:
1. Groot park (niveau 2)
2. Koffiehuis
3. Live showlocaties
4. Privélocaties
5. Grote showlocaties

Om goed te evolueren in de carrières beginnen Sims best op te treden bij nummer 1.

### SimPort
Met SimPort heeft de speler de mogelijkheid om zijn Sims naar het spel van een vriend(in) te versturen. Die Sim kan dan in zijn of haar buurt een optreden geven als deel van een tournee.

### Starlight Shores
Starlight Shores is de nieuwe buurt in het uitbreidingspakket. Deze buurt bevat vernieuwde gebouwen zoals het restaurant en de boekenwinkel en is uitgerust met optreedmogelijkheden.

### Nieuwe voorwerpen
In het uitbreidingspakket zijn nieuwe voorwerpen zoals een biljarttafel en een jukebox toegevoegd. Bij de jukebox kan de speler zijn eigen afspeellijst samenstellen.

## Speciale edities
Er verschenen enkele speciale edities met extra toegevoegde voorwerpen:

### De Sims 3: Showtime Limited Edition
Naast het volledige uitbreidingspakket is er in deze Limited Edition ook nog een extra optreedlocatie en een nieuw podium voorzien.

### De Sims 3: Showtime Katy Perry Collector's Edition
Dit pakket kwam tot stand met de medewerking van zangeres Katy Perry. Zij ontwierp een aantal versieringen voor de podia van de Sims. Twee outfits en het kapsel van Katy werden ook bijgevoegd. In de doos van het spel zijn nog een poster en 2 plectrums toegevoegd.

### De Sims 3 plus De Sims 3: Showtime
Dit bevat het basisspel, De Sims 3, en het uitbreidingspakket Showtime zonder extra toegevoegde voorwerpen.